# Logical Domains
Logical Domains (LDoms или LDOM) — технология виртуализации и разделения физических ресурсов для линейки UNIX-серверов, основанных на архитектуре SPARC V9, представленная в мае 2007 корпорацией Sun Microsystems. Технология предусматривает создание виртуального компьютерного окружения, абстрагированного от всех физических устройств сервера. После того как Oracle Corporation приобрела Sun Microsystems в январе 2010г, продукт был переименован в Oracle VM Server for SPARC, начиная с версии 2.0.
Каждый логический домен представляет собой полноценную виртуальную машину с набором аппаратных ресурсов. Операционные системы, работающие внутри отдельных доменов, могут независимо запускаться, останавливаться или перезагружаться.

## Поддерживаемое оборудование
Гипервизор SPARC работает в гипер-привилегированном режиме, который был впервые реализован в процессорах архитектуры sun4v. По состоянию на март 2013 г. с архитектурой sun4v выпущены процессоры UltraSPARC T1, T2 и T2 Plus, SPARC T3, T4, T5, M5, M6, M7, S7. Системы на UltraSPARC T1 поддерживают только Logical Domains версий 1.0-1.3. Последующие типы серверов Т-серии поддерживают как прежний продукт Logical Domains так и более новый Oracle VM Server for SPARC начиная с версии 2.0.
Системы, основанные на UltraSPARC T1:
- Серверы Sun SPARC Enterprise T1000 и T2000 и аналогичные им Sun Fire T1000 и T2000
- Netra T2000 Server
- Netra CP3060 Blade
- Sun Blade T6300 Server Module

На UltraSPARC T2:
- Серверы Sun / Fujitsu SPARC Enterprise T5120 и T5220
- Sun Blade T6320 Server Module
- Netra CP3260 Blade
- Netra T5220 Rackmount Server

На UltraSPARC T2 Plus:
- Серверы Sun / Fujitsu SPARC Enterprise T5140 и T5240 servers (2 процессорных гнезда)
- Sun Blade T6340 Server Module (2 процессорных гнезда)
- Sun / Fujitsu SPARC Enterprise T5440 (4 процессорных гнезда)

На SPARC T3:
- SPARC T3-1 (одно процессорное гнездо)
- SPARC T3-2 (2 процессорных гнезда)
- SPARC T3-4 (4 процессорных гнезда)
- SPARC T3-1B (одно процессорное гнездо; лезвие для Sun Blade 6000)

На SPARC T4:
- SPARC T4-1 (одно процессорное гнездо)
- SPARC T4-2 (2 процессорных гнезда)
- SPARC T4-4 (4 процессорных гнезда)
- SPARC T4-1B (одно процессорное гнездо; лезвие для Sun Blade 6000)

На SPARC T5:
- SPARC T5-2 (2 процессорных гнезда)
- SPARC T5-4 (4 процессорных гнезда)
- SPARC T5-8 (8 процессорных гнезд)
- SPARC T5-1B (одно процессорное гнездо; лезвие для Sun Blade 6000)

На SPARC M5
- SPARC M5-32 (32 процессорных гнезда)

На SPARC M6
- SPARC M6-32 (32 процессорных гнезда)

На SPARC M7
- SPARC T7-1 (1 процессорное гнездо)
- SPARC T7-2 (2 процессорных гнезда)
- SPARC T7-4 (4 процессорных гнезда)
- SPARC M7-8 (8 процессорных гнезд)
- SPARC M7-16 (16 процессорных гнезд)

На SPARC S7
- SPARC S7-2 (2 процессорных гнезда)
- SPARC S7-2L (2 процессорных гнезда)
- Netra SPARC S7-2 (2 процессорных гнезда)

Технически, продукт состоит из двух взаимозависимых компонентов и представляет собой комбинацию гипервизора, который размещается в микрокоде сервера серии Т, с управляющим ПО Logical Domains Manager, установленному на ОС Solaris управляющего домена (см. Роли логических доменов). Это определяет строгую зависимость между версиями ПО и микрокода: для работы каждой конкретной версии программного компонента Logical Domains (Oracle VM Server for SPARC), необходимо наличие на сервере Т-серии установленного в микрокоде гипервизора не ниже определенной версии.
Логические домены используют свойство "Chip Multi Threading" (CMT) перечисленных процессоров c микроархитектурой CoolThreads. Каждый чип содержит до 16 ядер, каждое ядро имеет четыре (в T1) или восемь (в последующих чипах) аппаратных потоков, которые работают как виртуальные процессоры. Все процессорные ядра исполняют инструкции параллельно.
Каждый сервер поддерживает столько же логических доменов, сколько аппаратных потоков имеет его CPU, т.е. в случае однопроцессорных машин, до 32 доменов для UltraSPARC T1, 64 домена для UltraSPARC T2 и SPARC T4, 128 доменов для SPARC T3. Серверы, имеющие 2-4 процессора UltraSPARC T2+ либо SPARC T3-Т5, поддерживают число логических доменов кратное количеству процессоров и потоков на один процессор. Однако на практике одному экземпляру операционной системы чаще назначают несколько потоков (vCPU) для повышения производительности. Потоки и виртуальные устройства ввода-вывода добавляются или убираются из домена администратором из управляющего домена (Control Domain). Изменения вступают в силу сразу же, без необходимости перезагружать конфигурируемый домен.
В случае серверной конфигурации с использованием общего хранилища данных (блочный доступ по SAN или файловый доступ по NFS), появляется возможность живой миграции логических доменов с одного сервера на другой без необходимости их останова (начиная с Oracle VM Server for SPARC версии 2.1). При этом используется метод безопасной высокоскоростной передачи между серверами содержимого памяти виртуальных машин, при помощи шифрования выделенными модулями криптографических ускорителей, имеющимися во всех процессорах микроархитектуры sun4v.

## Роли логических доменов
Все логические домены идентичны за исключением ролей, которые для них обозначены. Существует четыре роли, которые могут выполнять логические домены, три из которых являются служебными:
- Управляющий домен (Control Domain)
- Сервисный домен (Service Domain)
- Домен ввода-вывода (I/O Domain)
- Гостевой домен (Guest Domain)

Управляющий домен, как подразумевает его название, контролирует среду виртуализации. С его помощью выполняется конфигурирование аппаратных ресурсов сервера и логических доменов. Обычно он также выполняет роль сервисного домена, обеспечивающего выполнение служб, от которых зависит работа других логических доменов, например службы виртуальной консоли.
Сервисный домен предоставляет другим доменам службы, такие как службу виртуальных дисков и виртуальный коммутатор ЛВС. В большинстве случаев они также выполняют роль доменов ввода-вывода, контролируя физические устройства сервера и обеспечивая виртуализацию потоков I/O от гостевых доменов. Достигается это как с помощью виртуальных коммутаторов и устройств так и с помощью метода сквозного перенаправления потоков на реальные физические устройства. Для размещения образов дисков виртуальных машин могут использоваться цельные локальные физические диски, блочные устройства хранения c разделяемым доступом (SAN), их разделы (slices), а также файлы размещенные на локальных файловых системах UFS и ZFS, и файловых ресурсах с разделяемым доступом (NFS)
Домен ввода-вывода имеет прямой доступ к шине PCI и физическим устройствам I/O. Он разделяет ресурсы этих устройств между другими доменами в форме виртуальных устройств I/O. Сервера на процессоре UltraSPARC T1 позволяют создать до двух доменов ввода-вывода, один из которых также является управляющим доменом. Машины на UltraSPARC T2 Plus, SPARC T3 и T4 позволяют иметь до четырёх доменов ввода-вывода. Несколько доменов ввода-вывода позволяют обеспечить отказоустойчивость подсистемы I/O.
Гостевые домены не выполняют никаких из перечисленных выше служебных ролей, а используют ресурсы и службы, предоставляемые ими для выполнения прикладных задач пользователя.
Установка и исполнение пользовательских приложений внутри служебных доменов не рекомендуется, а иногда просто является невозможной.

## Поддерживаемые операционные системы
Официально поддерживаемой производителем операционной системой для работы в качестве логических доменов является ОС Solaris версии 10 начиная с релиза 11/06 и далее, а также Solaris 11 начиная с GA релиза (11/11).
Неподдерживаемые производителем ОС, которые также могут функционировать в качестве гостевых доменов:
- OpenSolaris 2009.06
- Ubuntu Linux Server Edition
- OpenBSD 4.5 и далее
- Wind River Platform for Network Equipment, Linux Edition